# Sankt Ruprecht an der Raab
Sankt Ruprecht an der Raab is een gemeente (marktgemeinde) in de Oostenrijkse deelstaat Stiermarken, en maakt deel uit van het district Weiz.
Sankt Ruprecht an der Raab telt 5551 inwoners (2022).
In 2015 werd de gemeente uitgebreid met Etzersdorf-Rollsdorf en Unterfladnitz.
Albersdorf-Prebuch
· Anger
· Birkfeld
· Fischbach
· Fladnitz an der Teichalm
· Floing
· Gasen
· Gersdorf an der Feistritz
· Gleisdorf
· Gutenberg
· Hofstätten an der Raab
· Ilztal
· Ludersdorf-Wilfersdorf
· Markt Hartmannsdorf
· Miesenbach bei Birkfeld
· Mitterdorf an der Raab
· Mortantsch
· Naas
· Passail
· Pischelsdorf am Kulm
· Puch bei Weiz
· Ratten
· Rettenegg
· Sankt Kathrein am Hauenstein
· Sankt Kathrein am Offenegg
· Sankt Margarethen an der Raab
· Sankt Ruprecht an der Raab
· Sinabelkirchen
· Strallegg
· Thannhausen
· Weiz
- Gemeinsame Normdatei: 4390156-6
- Library of Congress Control Number: no99029801
- MusicBrainz: fb693621-feaa-4515-a831-e780c5e96b8e
- Nationale Bibliotheek van Israël: 987007491859305171
- Virtual International Authority File: 138695655